# Niss
Niss är ett gårdsnamn. 74 män har namnet i Sverige och 65 kvinnor. Flest bär namnet i Dalarna, där 56 män och 37 kvinnor har namnet.
Niss är även ett efternamn som bärs av 97 personer i Sverige.

## Kända bärare
- Niss Oskar Jonsson, svensk företagare, grundare av JOFA
- Anders Niss, sångare i Rosehip Soup
- Margareta Niss, skådespelare